# Gle Caleeh
Gle Caleeh är ett berg i Indonesien.   Det ligger i provinsen Aceh, i den västra delen av landet, 1 800 km nordväst om huvudstaden Jakarta. Toppen på Gle Caleeh är 119 meter över havet.
Terrängen runt Gle Caleeh är kuperad åt nordost, men åt sydväst är den platt. Terrängen runt Gle Caleeh sluttar söderut. Runt Gle Caleeh är det mycket glesbefolkat, med 7 invånare per kvadratkilometer. I omgivningarna runt Gle Caleeh växer i huvudsak städsegrön lövskog.